# Paul Claudel
Paul Claudel (født 6. august 1868 i Villeneuve-sur-Fère i Aisne i Frankrig, død 23. februar 1955 i Paris) var en fransk forfatter og diplomat. Han var bror til skulptøren Camille Claudel.
Han debuterede i 1882 med L'endormie ('Den sovende'). Under en vesper i Notre Dame de Paris den 25. december 1886 gennemgik han en religiøs omvendelse og blev en brændende katolik.
Han skrev dramaer og lyrik præget af religiøs mystik, og han var influeret af symbolismen. Blandt hans værker kan fremhæves dramaerne L'Annonce faite à Marie (1912) og Le Soulier de Satin (1929), som udspiller sig i 1500-tallets Spanien, samt lyrikværket Cinq Grandes Odes (1910). Han havde en lang karriere i den franske udenrigstjeneste og var bl.a. stationeret i København i 1920, hvor han var Frankrigs repræsentant i den internationale komite, som skulle overvåge afstemningen om Nordslesvigs tilknytning til Danmark.